# Approssimazione parassiale
Nell'ottica geometrica l'approssimazione parassiale o gaussiana, dal nome del matematico Gauss che mostrò l'efficacia di questa procedura, è un metodo usato per semplificare il calcolo del percorso di un raggio di luce. Esso consiste nel rendere lineari, tramite serie di Maclaurin, le principali funzioni goniometriche:
{\displaystyle \sin \theta \simeq \theta \simeq \tan \theta \quad \cos \theta \simeq 1}
Talvolta, per angoli moderatamente grandi per cui l'approssimazione al prim'ordine non è sufficiente, si adotta quella al second'ordine, che ha però lo svantaggio di non essere lineare:
{\displaystyle \sin \theta \simeq \theta \simeq \tan \theta \quad \cos \theta \simeq 1-{\frac {1}{2}}\theta ^{2}}
Per la natura dell'approssimazione matematica, si può applicare questa tecnica quando tutti i raggi che entrano o escono da un sistema ottico centrato si propagano dal piano oggetto al piano immagine ad angoli piccoli rispetto all'asse del sistema, rimanendo quindi confinati in una regione prossima all'asse ottico ("parassiale"). In questo caso, si dice che il sistema ottico forma l'immagine dell'oggetto in condizioni parassiali. 
Questa approssimazione è molto usata, per esempio, con la legge di Snell per angoli piccoli, che permette di dimostrare note formule di ottica geometrica, come la formula per le lenti sottili.
Una lente sferica semplice, o in generale dallo spessore non trascurabile, dà un'immagine (monocromatica) correttamente messa a fuoco, reale o virtuale, solo se è in condizioni parassiali, cioè se l'oggetto è visto con un angolo piccolo e se il diametro della lente è piccolo rispetto alla distanza focale e alla distanza dell'oggetto. Al crescere degli angoli nascono aberrazioni.
Un altro potente strumento col quale spesso si applica l'approssimazione parassiale è la notazione matriciale.